# Ouverture sociale
L'« ouverture sociale » est l'expression utilisée par les grandes écoles pour qualifier l'ensemble des dispositifs visant à accroître la diversité sociale dans les grandes écoles.

## Les pionniers
Des étudiants de l'École polytechnique, en créant l'Association Tremplin, et l'Institut d'études politiques de Paris, en créant les Conventions éducation prioritaire (CEP, dites « conventions ZEP »), ont été les premiers à mettre en place des dispositifs encourageant les lycéens de quartiers défavorisés à entrer dans des grandes écoles.
L'École supérieure des sciences économiques et commerciales (ESSEC) a mis en place en janvier 2003 le dispositif nommé « Une prépa, une grande école, pourquoi pas moi ? ».
Le programme d'ouverture sociale Trait d'Union Multi-campus Multi-quartiers d'EMLYON et des deux Écoles Normales Supérieures de Lyon suit 450 lycéens et 50 étudiants de CPGE issus de Zone d'Education Prioritaire. En nombre de lycéens suivis, il s'agit du premier programme d'ouverture sociale de France. Pour défendre ce modèle unique d'ouverture sociale et densifier le programme Trait d'Union, les étudiants des trois Grandes Écoles de Lyon ont créé l'association ASTUCE-Lycéens : l'ASsociation des TUteurs pour la Culture et l'Epanouissement des Lycéens. Le site internet À Nantes, c'est Audencia, l'école Centrale, l'école des Mines et Oniris (école Vétérinaire) qui se sont associées pour créer BRIO, programme de tutorat travaillant avec plus de 120 lycéens en 2010.

## Le développement
La Conférence des grandes écoles a créé un groupe Ouverture sociale afin de mutualiser les bonnes pratiques et de dupliquer le tutorat étudiant dans toutes les grandes écoles souhaitant développer un tel dispositif.
Étant dans une phase d'expérimentation, ces dispositifs sont très variés. Ils ont en commun de s'appuyer sur des campagnes d'information pour faire connaître les écoles et combattre l'auto-censure. En général, l'application du dispositif en elle-même concerne un très faible nombre d'étudiants. Autre frein à l'efficacité de « l'ouverture sociale », les dispositifs d'ouverture sociale touchent souvent des jeunes qui auraient pu accéder aux établissements par les voies déjà existantes. Enfin, le transfert d'aides financières « sur critères sociaux » vers des aides « au mérite » risque finalement de fermer encore plus les écoles par la diminution du nombre de bourses allouées.